# Amaluna
Az Amaluna a Cirque du Soleil kanadai székhelyű cirkusztársulat kortárs cirkusz műfajú előadása, amely cirkuszsátorral turnézik. Premierje 2012. április 19-én volt Montréalban. A Diane Paulus rendezte műsort William Shakespeare A vihar című műve ihlette, így a történet egy szigeten zajlik.
A cím két különböző szó kombinációja. Az „Ama” anyát, a „Luna” holdat jelent, sok nyelven.

## Műsorszámok
- Mágikus szépségverseny
- Egykerekű duett
- Gurtni
- Bohócok
- Pávatánc
- Éneklő levegő karika légtornász
- Waterbowl / Kézegyensúlyozás pálcákon
- Felemás korlát
- Ugródeszka
- Manipuláció
- Ezerkezek és botok
- Kínai rúd
- Dobóakrobatika

### Cserélődő műsorszámok
- Zsonglőrködés (Viktor Kee)
- Cyr kerék
- Hulahopp

### Levették a műsorról
- Alacsony drótszám
- Hulahopp
- Trapéz duó
- Vízi meteor / Ikária játékok
- Karikaugró szám
- Diabolo

## Zene
Az Amaluna hangzásvilágban fontos szerepet játszanak a basszusgitár, a dob, a cselló, az ének, a billentyűs és az ütőhangszerek.
A Cirque du Soleil kiadta a műsor hivatalos CD-jét, amin a következő dalok találhatók.
1. All Come Together (Nyitány, Finálé)
2. Elma Om Mi Lize (Vízi meteor / Ikária játékok, Gurtni)
3. Tempest (Légtorna)
4. Enchanted Reunion (Pávatánc)
5. Fly Around (Felemás korlát)
6. Hope (Levegő karika)
7. O Ma Ley (Waterbowl / Kézegyensúlyozás)
8. Burn Me Up (Ugródeszka)
9. Whisper (Manipuláció)
10. Running On The Edge (Alacsony drót)
11. Ena Fee Alyne (Egykerekű)
12. Creature Of Light (Kínai rúd, „Ezerkezek”)
13. Mutations (Zsonglőrködés)
14. Run (Gurtni, Bohócok)

(A zárójelben a műsorszámok találhatók.)

## Turné
Jelmagyarázat
  EU   Európa
  ÉA   Észak-Amerika
  DA   Dél- és Közép-Amerika
  ÁC   Ázsia/Csendes-óceán
  ÓC   Óceánia
  AF   Afrika
- ÉA   Montréal, Kanada – 2012. április 19. és július 15. között (premier)
- ÉA   Québec, Kanada – 2012. július 25-től augusztus 19-ig
- ÉA   Toronto, Kanada – 2012. szeptember 7. és november 4. között
- ÉA   Vancouver, Kanada – 2012. november 23. és 2013. január 20. között
- ÉA   Seattle, USA – 2013. január 31-től március 24-ig
- ÉA   Calgary, Kanada – 2013. április 10. és május 19. között
- ÉA   Edmonton, Kanada – 2013. május 29. és június 23. között
- ÉA   Denver, USA – 2013. július 18. és augusztus 25. között
- ÉA   Minneapolis, USA – 2013. szeptember 26. és október 20. között
- ÉA   San Francisco, USA – 2013. november 13-tól 2013. január 12-ig
- ÉA   San José, USA – 2014. január 22. és március 2. között
- ÉA   New York, USA – 2014. március 20-tól május 18-ig
- ÉA   Boston, USA – 2014. május 29. és július 6. között
- ÉA   Washington, USA – 2014. július 31-től szeptember 10-ig
- ÉA   Atlanta, USA – 2014. október 3. és november 30. között
- ÉA   Miami, USA – 2014. december 11-től 2015. január 25-ig
- ÉA   Houston, USA – 2015. február 11. és március 22. között
- EU   Madrid, Spanyolország – 2015. május 6-tól június 21-ig
- EU   PortAventura, Spanyolország – 2015. július 3. és augusztus 23. között
- EU   Brüsszel, Belgium – 2015. szeptember 10. és október 25. között
- EU   Párizs, Franciaország – 2015. november 5-től 2016. január 3-ig
- EU   London, Egyesült Királyság – 2016. január 16. és március 6. között[megj 1]
- EU   Amszterdam, Hollandia – 2016. március 17-től május 1-ig
- EU   Frankfurt am Main, Németország – 2016. május 12. és június 12. között
- EU   Knokke-Heist, Belgium – 2016. július 14-től augusztus 21-ig
- EU   Manchester, Egyesült Királyság – 2016. szeptember 7-től október 2-ig
- EU   Düsseldorf, Németország – 2016. november 11. és december 28. között
- EU   London, Egyesült Királyság – 2017. január 12. és február 26. között[megj 1]
- EU   Bécs, Ausztria – 2017. március 9. és április 17. között
- EU   Róma, Olaszország – 2017. április 30-tól június 11-ig
- DA   Asunción, Paraguay – 2017. július 26-tól augusztus 13-ig
- DA   Montevideo, Uruguay – 2017. augusztus 30-tól szeptember 15-ig
- DA   São Paulo, Brazília – 2017. október 5. és 2017. december 17. között
- DA   Rio de Janeiro, Brazília – 2017. december 28-tól 2018. január 21-ig
- DA   Rosario, Argentína – 2018. február 14. és március 4. között
- DA   Buenos Aires, Argentína – 2018. március 15-től április 15-ig
- DA   Córdoba, Argentína – 2018. április 26. és május 13. között
- DA   Santiago, Chile – 2018. május 31-től július 1-ig
- DA   Quito, Ecuador – 2018. szeptember 6. és 23. között
- DA   Bogotá, Kolumbia – 2018. október 26. és december 16. között

## Fordítás
Ez a szócikk részben vagy egészben  az   Amaluna című angol Wikipédia-szócikk fordításán alapul.  Az eredeti cikk szerkesztőit annak laptörténete sorolja fel. Ez a jelzés csupán a megfogalmazás eredetét és a szerzői jogokat jelzi, nem szolgál a cikkben szereplő információk forrásmegjelöléseként.

## Hang és kép
- Az Amaluna című műsor hivatalos turné videója. YouTube
- Az Amaluna című műsor DVD felvétele. YouTube [halott link]